# ファンタジー級
ファンタジー級はカーニバルクルーズラインが保有するクルーズ客船。70000トンの大きさを誇るこのクラスを大量に建造・運用したことによってカーニバル社を発展させ、メガシッププームを作った名船である。
特徴としては客室がセミ・スィートの一部を除いて下方に集中していることで、そのためオープンデッキは上層にあり、ベランダ付きの客室もスィートとセミスィートの客室に限られている。また、カーニバル社の船を特徴づけるウォータースライダーの設置もこのクラスから始まった。

## 主要諸元
- 総トン数:70367t
- 全長:260.6m
- 全幅:31.39m
- 速度:21Knot
- 乗客定員数:2052名
- 乗組員数:920名
- 船籍:パナマ
- 就航年:1990年3月

## 同型船
- エクスタシー
- センセーション
- イマジネーション
- インスピレーション
- ファッシネーション
- イレーション
  - 世界初のアジポッド搭載客船
- パラダイス
  - パラダイスは全面禁煙船で、禁煙を意味するピクトグラムが船体に大書きしてある。乗客が煙草を吸っていたり所持していた場合、最初は没収、再犯は強制退去となる。建造中の二ヶ月間は作業員も禁煙を強いられるなど徹底していた。
- Aliaga https://anbord.de/da-waren-es-nur-noch-zwei-carnival-mustert-ecstasy-aus/ https://anbord.de/wp-content/uploads/2022/10/carnivalecstasy9303behling1-2.jpg https://anbord.de/wp-content/uploads/2022/10/carnivalinspirationselimsan-2.jpg https://anbord.de/wp-content/uploads/2022/10/carnivalfantasyselimsan-2.jpg https://anbord.de/wp-content/uploads/2022/10/carnival_ecstasy_9303behlibg1002-2.jpg